# 熊本縣立熊本工業高等學校
熊本縣立熊本工業高等學校是位於日本熊本縣熊本市的公立高等學校。

## 歷史
學校成立於1898年，最初為實業學校，名為「熊本縣工業學校」，1911年更名為「熊本縣立工業學校」，1948年配合日本的學制改革「熊本縣立工業高等學校」，1951年再次更名為「熊本縣立熊本工業高等學校」。